# Вотяков, Николай Алексеевич
Николай Алексеевич Вотяков (1930—2016) — советский передовик производства, звеньевой совхоза имени 50 лет Октября Шацкого района Рязанской области. Герой Социалистического Труда (1971).

## Биография
Родился 5 июля 1930 года в селе Черная Слобода, Шацкого района Рязанской области в многодетной крестьянской семье.
С 1943 года после окончания шести классов в период Великой Отечественной войны начал свою трудовую деятельность — учеником токаря в Шацкой машинно-тракторной станции. Позже начал обучение на тракториста-машиниста в  Шацком сельском профессионально-техническом училище. С 1946 года после окончания курсов трактористов при машинно-тракторной станции начал работать трактористом в колхозе «VII съезд Советов» и совхозе «XV лет Октября» Шацкого района Рязанской области.
C 1950 по 1953 годы призван в ряды Советской армии, служил в Пограничных войсках МГБ СССР. С 1953 года демобилизовавшись из рядов Советской армии начал работать трактористом, работал на тракторах МТЗ-2 и МТЗ-50, с 1964 года был назначен руководителем полеводческого звена в совхозе «XV лет Октября» Шацкого района Рязанской области. В  1964 году звеном под его руководством был собран рекордный урожай зерновых по 41 центнеру зерна с гектара. С 1970 года  на площади 215 гектаров звено под его руководством получило урожай зерновых с гектара по — 30,2 центнера, а вскоре — 33,6 центнеров. Каждый год звеном собиралось по 35–37 центнеров с гектара. За трудовые достижения награждался Орденом Знак Почёта и Орденом Трудового Красного Знамени. 
8 апреля 1971 года Указом Президиума Верховного Совета СССР «за высокие производственные показатели звеньевому механизированного звена по выращиванию зерновых культур Октябрьского отделения совхоза «50 лет Октября» Шацкого района»  Николай Алексеевич Вотяков был удостоен звания Героя Социалистического Труда с вручением Ордена Ленина и золотой медали «Серп и Молот».
В 1972 году звено под руководством Н. А. Вотякова превысило свои предыдущие показатели и  собрали со своих площадей по 46 центнеров зерна с гектара. 
В 1979 году звено звено под руководством Н. А. Вотякова собрало по 30,2 центнера с гектара зерновых и 355 центнеров кукурузы. Н. А. Вотяков был постоянным участником ВДНХ СССР, за свои достижения в труде был удостоен медалями ВДНХ различного достоинства в том числе и золотого достоинства. Указом Президиума Верховного Совета СССР «за отличие в труде и выдающиеся заслуги в сельском хозяйстве» Н. А. Вотяков был награждён вторым Орденом Ленина.
Помимо основной деятельности участвовал и в общественно-политической работе, был членом Рязанского областного комитета КПСС и Шацкого районного комитета КПСС, избирался депутатом Рязанского областного Совета народных депутатов.
С 1990 года вышел на пенсию. 
Умер 12 ноября 2016 года в селе Черная Слобода, Шацкого района Рязанской области.

## Награды
- Медаль «Серп и Молот» (08.04.1971)
- Два Ордена Ленина (в том числе 08.04.1971)
- Орден Трудового Красного Знамени
- Орден Знак Почёта
- Медали ВДНХ (одна золотая и две серебряные медали)